# ثابت فلكي
الثابت الفلكي هو ثابت فيزيائي يستخدم في علم الفلك. تم طرح مجموعات الثوابت الرسمية إلى جانب القيم المثلى لها من قبل الاتحاد الفلكي الدولي (IAU) عدة مرات: في عام 1964 وفي عام 1976  (مع تحديث طُرح في عام 1994 ). اعتمد الاتحاد الفلكي الدولي في عام 2009 مجموعة جديدة سارية حتى الآن، وأدركوا أن الأبحاث والتقنيات الجديدة توفر قيمًا أفضل لهذه الثوابت باستمرار لذا قرروا عدم الاعتراف بثبات هذه القيم إنما يجب على الفريق المسؤول عن هذه المعايير العددية العمل باستمرار لوضع أفضل التقديرات. يتم نشر مجموعة الثوابت على نطاق واسع في منشورات مثل التقويم الفلكي التابع لمرصد البحرية في الولايات المتحدة الأمريكية ومكتب صاحبة الجلالة للتقويم (HMNAO).
تنشر الهيئة الدولية لدوران الأرض والنظم المرجعية (إلى جانب قائمة الاتحاد الفلكي الدولي من الوحدات والثوابت) أيضًا الثوابت المتعلقة بميل الأرض ودورانها في منشوراتها.
يحدد نظام ثوابت الاتحاد الفلكي الدولي نظام الوحدات الفلكية للطول والكتلة والوقت (يوجد في الواقع العديد من هذه الأنظمة)، ويتضمن أيضًا ثوابت مثل سرعة الضوء وثبات الجاذبية التي تسمح بإجراء التحويلات بين الوحدات الفلكية والوحدات الدولية. يتم استخدام قيم مختلفة للثوابت اعتمادًا على الإطار المرجعي المستخدم. تمثل القيم المأخوذة من الوقت الديناميكي المركزي (TDB) أو المقاييس الزمنية المماثلة مثل التقويم الفلكي في مختبر الدفع النفاث القيم المتوسطة التي يتم قياسها بواسطة مراقب على سطح الأرض خلال فترة طويلة من الزمن. يوصي الاتحاد الفلكي الدولي أيضًا باستخدام قيم الوحدات الدولية، وهي القيم التي سيتم قياسها (بالطول والزمن المناسبين) من قبل مراقب في مركز المجموعة الشمسية: يتم الحصول عليها عن طريق إجراء التحويلات التالية:
{\displaystyle \tau _{A}({\rm {SI}})=(1+L_{\rm {B}})^{\frac {1}{3}}\tau _{A}({\rm {TDB}})\,}
{\displaystyle GE({\rm {SI}})=(1+L_{\rm {B}})GE({\rm {TDB}})\,}
{\displaystyle GS({\rm {SI}})=(1+L_{\rm {B}})GS({\rm {TDB}})\,}

## نظام الوحدات الفلكية
الوحدة الفلكية للوقت هي فترة زمنية مدتها يوم واحد (D) تحتوي على 86400 ثانية. الوحدة الفلكية للكتلة هي كتلة الشمس (S). الوحدة الفلكية للطول هي الطول (A) الذي يأخذ عنده ثابت غاوس للجاذبية (k) القيمة 0.01720209895 عندما تكون وحدات القياس هي الوحدات الفلكية للطول والكتلة والزمن. [2]
| الثابت                                                                 | الرمز         | القيمة                           | الخطأ النسبي | المرجع        |
| ---------------------------------------------------------------------- | ------------- | -------------------------------- | ------------ | ------------- |
| الثوابت المحددة                                                        |               |                                  |              |               |
| ثابت غاوس للجاذبية                                                     | k             | 0.017 202 098 95 A3/2 S−1/2 D−1  | محدد         | [ 2 ]         |
| سرعة الضوء                                                             | c             | 299 792 458 m s−1                | محدد         | [ 7 ]         |
| النسبة الوسطية للوقت الأرضي إلى الوقت في مركز الأرض                    | 1 − LG        | 1 − 6.969 290 134×10−10          | محدد         | [ 8 ]         |
| النسبة الوسطية للتوقيت الديناميكي المركزي إلى التوقيت الإحداثي المركزي | 1 − LB        | 1 − 1.550 519 767 72×10−8        | محدد         | [ 9 ]         |
| الثوابت الرئيسية                                                       |               |                                  |              |               |
| النسبة الوسطية للتوقيت الديناميكي المركزي إلى تنسيق توقيت مركز الأرض   | 1 − LC        | 1 − 1.480 826 867 41×10−8        | 1.4×10−9     | [ 8 ]         |
| زمن الضوء كوحدة مسافة                                                  | τA            | 499.004 786 3852 s               | 4.0×10−11    | [ 10 ] [ 11 ] |
| نصف القطر الاستوائي للأرض                                              | ae            | 6.378 1366×106 m                 | 1.6×10−8     | [ 11 ]        |
| طاقة كتلة سطح الأرض                                                    | W0            | 6.263 685 60×107 m2 s−2          | 8.0×10−9     | [ 11 ]        |
| عامل الشكل الديناميكي للأرض                                            | J2            | 0.001 082 6359                   | 9.2×10−8     | [ 11 ]        |
| عامل تفلطح الأرض                                                       | 1/ƒ           | 0.003 352 8197 = 1/298.256 42    | 3.4×10−8     | [ 11 ]        |
| ثابت الجاذبية الأرضية                                                  | GE            | 3.986 004 391×1014 m3 s−2        | 2.0×10−9     | [ 10 ]        |
| ثابت الجاذبية                                                          | G             | 6.674 28×10−11 m3 kg−1 s−2       | 1.0×10−4     | [ 12 ]        |
| نسبة كتلة القمر إلى كتلة الأرض                                         | μ             | 0.012 300 0383 = 1/81.300 56     | 4.0×10−8     | [ 10 ] [ 11 ] |
| المداورة العامة حول خط الطول، لكل عصر جولياني، العصر القياسي 2000      | ρ             | 5028.796 195″                    | *            | [ 13 ]        |
| ميل المحور، خلال العصر القياسي 2000                                    | ε             | 23° 26′ 21.406″                  | *            | [ 13 ]        |
| الثوابت المشتقة                                                        |               |                                  |              |               |
| ثابت تغير محور الدوران، العصر القياسي 2000                             | N             | 9.205 2331″                      | *            | [ 14 ]        |
| وحدة المسافة = cτA                                                     | A             | 149 597 870 691 m                | 4.0×10−11    | [ 10 ] [ 11 ] |
| التزيح الشمسي = arcsin(ae/A)                                           | π☉            | 8.794 1433″                      | 1.6×10−8     | †             |
| ثابت الانحراف، العصر القياسي 2000                                      | κ             | 20.495 52″                       |              | [ 2 ]         |
| ثابت الجاذبية القياسي = A3k2/D2                                        | GS            | 1.327 2440×1020 m3 s−2           | 3.8×10−10    | [ 11 ]        |
| نسبة كتلة الشمس إلى كتلة الأرض = (GS)/(GE)                             | S/E           | 332 946.050 895                  |              | [ 10 ]        |
| نسبة كتلة الشمس إلى كتلة (الأرض + القمر)                               | (S/E) (1 + μ) | 328 900.561 400                  |              | [ 10 ]        |
| كتلة الشمس = (GS)/G                                                    | S             | 1.98855×1030 kg                  | 1.0×10−4     | †             |
| نظام كتل الكواكب: نسب كتلة الشمس إلى كتلة الكوكب                       |               |                                  |              |               |
| عطارد                                                                  |               | 6 023 600                        |              |               |
| الزهرة                                                                 |               | 408 523.71                       |              |               |
| الأرض + القمر                                                          |               | 328 900.561 400                  |              |               |
| المريخ                                                                 |               | 3 098 708                        |              |               |
| المشتري                                                                |               | 1047.3486                        |              |               |
| زحل                                                                    |               | 3497.898                         |              |               |
| أورانوس                                                                |               | 22 902.98                        |              |               |
| نيبتون                                                                 |               | 19 412.24                        |              |               |
| بلوتو                                                                  |               | 135 200 000                      |              |               |
| ثوابت أخرى (خارج نظام الاتحاد الفلكي الدولي الرسمي)                    |               |                                  |              |               |
| فرسخ فلكي = A/tan(1")                                                  | pc            | 3.085 677 581 28×1016 m          | 4.0×10−11    | †             |
| سنة ضوئية = 365.25cD                                                   | ly            | 9.460 730 472 5808×1015 m        | محدد         | †             |
| ثابت هابل                                                              | H0            | 70.1 km s−1 Mpc−1                | 0.019        | [ 16 ]        |
| ضياء شمسي                                                              | L             | 3.939×1026 W = 2.107×10−15 S D−1 | متغير, ±0.1% | [ 17 ]        |

ملاحظات
- تقدمت نظريات المداورة وتغير ميل المحاور منذ عام 1976، واُرت أيضًا على تعريف مسار الشمس. تناسب القيم المذكورة هنا النظريات الأقدم، لكن الثوابت الإضافية مطلوبة للنماذج الحالية.
- تم أخذ تعريفات هذه الثوابت المشتقة من المراجع المذكورة ولكن أعيد حساب القيم لتأخذ في الاعتبار القيم الأكثر دقة للثوابت الأولية المذكورة في الجدول.